# Leuchter Edition
Die Leuchter Edition (zuvor: Leuchter-Verlag) in Erzhausen war der Verlag des deutschen Bundes Freikirchlicher Pfingstgemeinden.

## Geschichte
1956 wurde der Leuchter-Verlag zunächst als eines der sogenannten Bundeswerke des Bundes Freikirchlicher Pfingstgemeinden gegründet. 1966 veröffentlichte der Verlag die deutsche Übersetzung des christlichen Literaturklassikers Das Kreuz und die Messerhelden von David Wilkerson. 1971 erreichte das Buch in 11. Nachauflage innerhalb von fünf Jahren eine deutsche Gesamtauflage von 100.000 Exemplaren und wurde so zum erfolgreichsten Titel der Verlagsgeschichte. Zu weiteren Autoren des Verlags gehören unter anderem Tim LaHaye und Jost Müller-Bohn.
Neben Printmedien begann der Verlag außerdem unter dem Label Evangeliumsklänge eine Schallplattenproduktion. Sänger wie Wolfgang Blissenbach, Gerhard Klemm, Richard Gastmann und Formationen wie das Herolds-Quartett veröffentlichten hier und im nachfolgenden Label Sela im gesamten deutschen Sprachraum erfolgreiche Singles und LPs und trugen einen Großteil zur Blütezeit der 1970er Jahre im Verlag bei.
Der Verlag wurde in seinen letzten Jahren zu Leuchter Edition umbenannt. Zum 30. Juni 2009 stellte die Leuchter Edition ihre Tätigkeit aufgrund wirtschaftlicher Schwierigkeiten und deutlichen Auftragsrückgangs ein.

## Diskografie
| Nr.   | Titel | Titel | Künstler | Jahr | Anmerkungen |
| Nr.   | Seite A | Seite B | Künstler | Jahr | Anmerkungen |
| ----- | --- | --- | --- | ---- | --- |
|       | | | |      | |
| LA 2  | - Mich kann nichts trennen - Menschenfischer                                                                       | - Für den Himmel - Wenn dein Herz bricht                                                                                         | Günter Weber | 19?? | |
| LA 3  | - Wohin ich Wandrer schaue1                                                                                        | - Man erzählte mir froh von dem Himmel2; 3                                                                                       | 1 Horst Ziegler 2 Richard Ruff 3 Kurt Lukas | 19?? | |
|       | | | |      | |
| LA 5  | - Die Welt sagt, ich träume - Manchmal will mein Glaube wanken                                                     | - Auf Golgathas Hügel - Fröhlich und frei                                                                                        | ? | 19?? | |
| LA 6  | - Jesus sucht das Verlorne - Drücken dich Kummer und Sorgen                                                        | - Es gibt eine Stadt nur aus Edelgestein - O ich stehe beglückt vor dem Heiland                                                  | Elim-Chor* | 19?? | * Bezeichnung bei Erstveröffentlichung: „Chor der Freien Christengemeinde ‚Elim‘, Bremen“ |
| LA 7  | - Wenn die Welt dich lockt                                                                                         | - Bei der ersten Morgenröte | Elim-Chor | 19?? | |
| LA 8  | - Liebe mich hob                                                                                                   | - O dass auch du könntest ihn lieben                                                                                             | Ursula & Robert Schwolow | 19?? | |
| LA 9  | - Gehe nicht an mir vorüber - Gib mir dein Herz                                                                    | - Ein Wandrer suchte Frieden - Christen erwacht!                                                                                 | Ursula & Robert Schwolow; Hermann Richert; Elim-Sextett; Elim-Chor Bremen unter der Leitung von Gerhard Klemm                                             | 19?? | |
| LA 10 | - Warum noch warten? Warum verziehn? - Der Fremdling von Galilä                                                    | - Ich kenn ein einsam Plätzchen auf der Welt - Von allen Freunden, arm und reich                                                 | Wolfgang Blissenbach; Richard Ruff; Chor der Freien Christengemeinde                                                                                      | 19?? | |
| LA 11 | - Jesus allein - Jenseits des Perlentores                                                                          | - Er hat mich lieb - Seine Liebe führte ihn ans Kreuz                                                                            | Ursula & Robert Schwolow Hermann Richert Elim-Sextett | 19?? | |
| LA 12 | - Jesus ruft dich - Reichtum der Liebe                                                                             | - Lebensziel - Wie ein Vöglein will ich singen                                                                                   | Männerterzett mit Frauenchor; Männerquartett; Ursula & Robert Schwolow                                                                                    | 19?? | |
| LA 13 | - Wunderbares Land - Du hast einen Gott, der dir helfen kann                                                       | - O mein Freund, bist du von Sünden schwer beladen? - In mir erklingt ein Lied                                                   | Hermann Richert (Hermann Rechardt); Ursula & Robert Schwolow Hammondgruppe Franz Ort                                                                      | 19?? | |
| LA 14 | - Ich bin zufrieden - Mit Glaubensflügeln                                                                          | - Wunderbar seliger Fried - Ich bin so glücklich                                                                                 | Elim-Chor | 19?? | |
| LA 15 | - Jerusalem | - Wasch mich in deinem Blute - Denk an die Heimat                                                                                | Horst Ziegler Streichergruppe Gerhard Schweda | 19?? | |
| LA 16 | - Lobpreiset Gott! (Es lag in Nacht und Graus die Erde)                                                            | - Wie groß bist du (Du großer Gott) - Der 103. Psalm (Lobe den Herrn, meine Seele)                                               | Elim-Chor Bremen; Hermann Richert; Königs-Quartett | 19?? | |
| LA 17 | - Golgatha1 - Du darfst kommen wie du bist2                                                                        | - Jesu, meine Freude - Mit Gesang will ich gehn                                                                                  | 1 Wolfgang Blissenbach 1 Elim-Gitarrenchor* 3 Hermann Richert Streichquartett Gerhard Schweda Gerhard Schweda (Hammondorgel)                              | 19?? | * Bezeichnung bei Erstveröffentlichung: „Gitarrenchor der Freien Christengemeinde ‚Elim‘, Bremen“ |
| LA 18 | - Sprich mit ihm über alles (Sprich über alles mit ihm) - Komm wieder heim (Freund, der du suchst)                 | - In des Himmels Herrlichkeit - Bist du bereit zu der Stunde?                                                                    | Gitarrenchor der Freien Christengemeinde Elim, Bremen Horst Ziegler (Bariton); Hammondgruppe Franz Ort                                                    | 19?? | |
| LA 19 | - Welch ein Tag wird das sein - Kennst du meinen Jesus?                                                            | - Dann traf ich den Meister - Abendmahl                                                                                          | Königs-Quartett (Paul Adams, 1. Tenor, Deutschland; Werner Kniesel, 2. Tenor, Kanada; Ernst Baumgartner, 1. Bass, Kanada; Erwin Züllig, 2. Bass, Schweiz) | 19?? | * Königs-Quartett: Paul Adams, 1. Tenor, Deutschland; Werner Kniesel, 2. Tenor, Kanada; Ernst Baumgartner, 1. Bass, Kanada; Erwin Züllig, 2. Bass, Schweiz                                                                        |
| LA 20 | - Herrliche Stunden - Dort auf dem Hügel Golgatha                                                                  | - Unter diesem Zeichen siegen wir (Auf, Geschwister, zu dem Streite) - Jesu, du meine Sonne                                      | Elim-Gitarrenchor* | 19?? | * Bezeichnung bei Erstveröffentlichung: „Gitarrenchor Elim – Bremen“ |
| LA 21 | - Wie lang ist es her? - Sein Eigentum                                                                             | - Stehst du ganz recht vor Gott? - Nicht mein Wille                                                                              | Königs-Quartett | 19?? | |
| LA 22 | - Der Herr und ich - The Fourth Man                                                                                | - Jesus ist die Tür - An des Meisters Hand                                                                                       | Königs-Quartett | 19?? | |
| LA 23 | - Jubel!1 - Wer führet mich                                                                                        | - Wenn im dunklen Tränental ich bin - O welche Liebe                                                                             | 1 Erich Theis & Günter Weber 2 Elim-Chor* Hermann Richert Elim-Sextett                                                                                    | 19?? | * Bezeichnung bei Erstveröffentlichung: „Gemischter Chor ‚Elim‘ – Bremen“ |
| LA 24 | - Gehe nicht vorbei - Einen Steinwurf weit                                                                         | - Weißt du schon mein Freund - Mich kann nichts trennen                                                                          | Elim-Chor*; Hermann Richert; Elim-Sextett; Erich Theis & Günter Weber                                                                                     | 19?? | * Bezeichnung bei Erstveröffentlichung: „Gemischter Chor ‚Elim‘ – Bremen“ |
| LA 25 | Kinder singen | Kinder singen | Bremer Kinder; Gerhard Klemm (Sprecher) | 19?? | |
| LA 25 | - Jesus liebt ja alle Kinder u. a.                                                                                 | - Missionsgeschichte | Bremer Kinder; Gerhard Klemm (Sprecher) | 19?? | |
| LA 26 | - Abseits von dem Lärm der Erde - Nur ein wenig näher dir                                                          | - Niemand sorgt so treu wie Jesus - Er starb für dich                                                                            | Beröa-Terzett* | 19?? | * Beröa-Terzett: Renate Adams, Ruth Bieri, Ilse Schutt-Kretschmar |
| LA 27 | - Jesus und ich sind Freunde - Komm wie du bist                                                                    | - Man erzählte mir froh von dem Himmel - Lieb, herrliche Lieb von Gott                                                           | Beröa-Terzett | 19?? | |
| LA 28 | - Über Wolken weit - Hin zum Kreuz                                                                                 | - O blick auf Golgatha - Es ist Jesus                                                                                            | Ursula & Robert Schwolow (Robert & Ursel Schwolow) | 19?? | |
| LA 29 | - Über Berge und Höhn - Das alt rauhe Kreuz                                                                        | - Mein Jesus, ich lieb dich - Keiner, nein!                                                                                      | Hermann Richert; Frauenchor der Freien Christengemeinde Elim, Bremen                                                                                      | 19?? | |
| LA 30 | - Lange ging ich in der Welt - Mein Herz ist voller Freud                                                          | - Gott ist mein Hort - Ob drunten in dem Tale                                                                                    | Gitarrenchor der Freien Christengemeinde Elim, Bremen | 19?? | |
| LA 31 | Fern dieser Erde                                                                                                   | Fern dieser Erde | Herolds-Quartett Franz Ort (Hammondorgel) | 19?? | |
| LA 31 | - Fern dieser Erde - Ein heller Stern                                                                              | - Ein kleines Wort - Über Wolken weit                                                                                            | Herolds-Quartett Franz Ort (Hammondorgel) | 19?? | |
| LA 32 | - Bei jedem Schritt - Am Kreuz vorüber                                                                             | - Am Ende des Weges - Ins Lebensbuch                                                                                             | Beröa-Terzett | 19?? | |
| LA 33 | - Neunundneunzig der Schafe - Erzähl mir mehr von meinem Heiland                                                   | - Nahe am Kreuze meines Heilands - Die Heimat dort oben                                                                          | Beröa-Bibelschulchor; Beröa-Frauenchor; Beröa-Männerchor; Beröa-Gitarrenchor                                                                              | 19?? | |
| LA 34 | Wunder der Gnade                                                                                                   | Wunder der Gnade | Beröa-Bibelschulchor; Beröa-Gitarrenchor | 19?? | |
| LA 34 | - Gib doch das Beste dem Meister - Wunder der Gnade                                                                | - Mein Freund, du fragst mich - In meinem Herzen                                                                                 | Beröa-Bibelschulchor; Beröa-Gitarrenchor | 19?? | |
| LA 35 | Ich hebe meine Augen auf Predigten von Gerhard Klemm                                                               | Ich hebe meine Augen auf Predigten von Gerhard Klemm                                                                             | Herolds-Quartett; Gerhard Klemm (Sprecher) | 19?? | |
| LA 36 | In dem Vaterhaus                                                                                                   | In dem Vaterhaus | Herolds-Quartett | 19?? | Herolds-Quartett: Richard Gastmann, Deutschland; Günter Masuch, Deutschland; Edwin Donnabauer, Österreich; David Rueb, USA |
| LA 36 | - In dem Vaterhaus - Für dich und mich                                                                             | - In meinem Traum - O welche Liebe                                                                                               | Herolds-Quartett | 19?? | Herolds-Quartett: Richard Gastmann, Deutschland; Günter Masuch, Deutschland; Edwin Donnabauer, Österreich; David Rueb, USA |
| LA 37 | Er ist überall | Er ist überall | Herolds-Quartett | 19?? | |
| LA 37 | - Er ist überall - In dieser Zeit (Ich bitte um ein neues Erleben)                                                 | - Meine Hände - Blicke auf Jesus                                                                                                 | Herolds-Quartett | 19?? | |
| LA 38 | Dann wird die Sonne scheinen                                                                                       | Dann wird die Sonne scheinen | Herolds-Quartett | 19?? | |
| LA 38 | - Dann wird die Sonne scheinen - Aus den Palästen von Elfenbein                                                    | - Dort wird kein Leid mehr sein - Halte meine Hand                                                                               | Herolds-Quartett | 19?? | |
| LA 39 | Soll ich an das Kreuz den schlagen?                                                                                | Soll ich an das Kreuz den schlagen?                                                                                              | Herolds-Quartett | 19?? | |
| LA 39 | - Soll ich an das Kreuz den schlagen - Darum gehör ich Jesu                                                        | - Welch ein Land - Wohin soll ich gehn                                                                                           | Herolds-Quartett | 19?? | |
| LA 40 | Schau ich zu jenem Kreuze                                                                                          | Schau ich zu jenem Kreuze | Internationales Eben-Ezer-Terzett | 19?? | |
| LA 40 | - Schau ich zu jenem Kreuze - Wenn wir sehn sein Angesicht                                                         | - Jesus starb für meine Schuld - Ich war allein                                                                                  | Internationales Eben-Ezer-Terzett | 19?? | |
| LA 41 | Der neue Himmel | Der neue Himmel | Beröa-Bibelschulchor* Beröa-Frauenchor** Beröa-Gitarrenchor***                                                                                            | 19?? | * Bezeichnung bei Erstveröffentlichung: „Bibelschulchor ‚Beröa‘“; ** Bezeichnung bei Erstveröffentlichung: „Frauenchor der Bibelschule ‚Beröa‘“; *** Bezeichnung bei Erstveröffentlichung: „Gitarrenchor der Bibelschule ‚Beröa‘“ |
| LA 41 | - Der neue Himmel - Ein Heim gibt's in der Höh                                                                     | - Auf meinen Gott will ich vertrauen - Wer ergründet Gottes Liebe                                                                | Beröa-Bibelschulchor* Beröa-Frauenchor** Beröa-Gitarrenchor***                                                                                            | 19?? | * Bezeichnung bei Erstveröffentlichung: „Bibelschulchor ‚Beröa‘“; ** Bezeichnung bei Erstveröffentlichung: „Frauenchor der Bibelschule ‚Beröa‘“; *** Bezeichnung bei Erstveröffentlichung: „Gitarrenchor der Bibelschule ‚Beröa‘“ |
| LA 42 | Gottes gewaltige Hand                                                                                              | Gottes gewaltige Hand | Beröa-Bibelschulchor Beröa-Männerchor; Beröa-Frauenchor; Beröa-Gitarrenchor                                                                               | 19?? | |
| LA 42 | - Jesus, teurer Jesus - Gottes gewaltige Hand                                                                      | - Wie groß sind deine Wunder - Und dennoch                                                                                       | Beröa-Bibelschulchor Beröa-Männerchor; Beröa-Frauenchor; Beröa-Gitarrenchor                                                                               | 19?? | |
| LA 43 | Ein wunderbares Heil                                                                                               | Ein wunderbares Heil | Gitarrenchor der Volksmission entschiedener Christen, Stuttgart-Zuffenhausen unter der Leitung von Josef Wittek                                           | 19?? | |
| LA 43 | - Freund, wie stehts in deinem Leben - Einen Frieden ich hab                                                       | - Dort am Gnadenthron - Ein wunderbares Heil                                                                                     | Gitarrenchor der Volksmission entschiedener Christen, Stuttgart-Zuffenhausen unter der Leitung von Josef Wittek                                           | 19?? | |
| LA 44 | Komm zu Jesus | Komm zu Jesus | Gitarrenchor der Volksmission entschiedener Christen, Stuttgart-Zuffenhausen                                                                              | 19?? | |
| LA 44 | - Komm zu Jesus - Als ich Jesus, den Heiland, gefunden                                                             | - All Erd- und Himmelsmacht - Wenn ich den Heiland verklärt vor mir seh                                                          | Gitarrenchor der Volksmission entschiedener Christen, Stuttgart-Zuffenhausen                                                                              | 19?? | |
| LA 45 | Ich heiße kleiner Sonnenschein                                                                                     | Ich heiße kleiner Sonnenschein                                                                                                   | Peter | 19?? | |
| LA 45 | - Ich heiße kleiner Sonnenschein - Zachäus war ein kleiner Mann - O lass den Sonnenschein - Jesus liebet jedermann | - Denk an die Heimat - Zum Himmel komm mit mir - Hallelu, Hallelu - Mein Boot ist so klein - Jesus, er reicht dir die Retterhand | Peter | 19?? | |
| LA 46 | Dreißig Silberlinge                                                                                                | Dreißig Silberlinge | Eben-Ezer-Terzett | 19?? | |
| LA 46 | - Dreißig Silberlinge - Lasten verschwinden                                                                        | - Warum? - Ich kam zu Jesus | Eben-Ezer-Terzett | 19?? | |
| LA 47 | - Ich sorge nicht - Euer Herz erschrecke nicht                                                                     | - Ich falte ums Kreuz meine Hände - Unwürdig                                                                                     | Das Internationale Eben-Ezer-Terzett | 19?? | |
| LA 48 | Viele Jahre sind vergangen                                                                                         | Viele Jahre sind vergangen | Kreuz-Quartett | 19?? | Kreuz-Quartett: Günter Decker, Deutschland; Paul Liedtke, USA; Heinz Krebs, Deutschland; Heinrich Wöbcke, Deutschland |
| LA 48 | - Viele Jahre sind vergangen - Mein und Gott und ich                                                               | - Schenk mir Kraft - Durch den Jordan                                                                                            | Kreuz-Quartett | 19?? | Kreuz-Quartett: Günter Decker, Deutschland; Paul Liedtke, USA; Heinz Krebs, Deutschland; Heinrich Wöbcke, Deutschland |
| LA 49 | Ein neuer Tag | Ein neuer Tag | Richard Gastmann | 19?? | |
| LA 49 | - Ein neuer Tag - Lehre mich wandeln                                                                               | - Bleibend ist deine Treu - Nimm du mich ganz hin                                                                                | Richard Gastmann | 19?? | |
| LA 50 | - O welch ein Freund - Wenn ich denk an Golgatha                                                                   | - Aus meinen Banden - Wie ein Hirte                                                                                              | Renate Besch; Richard Gastmann; Chor der Bibelschule Beröa                                                                                                | 19?? | |
| LA 51 | Jesus kam und er kommt wieder                                                                                      | Jesus kam und er kommt wieder | Richard Gastmann Gerhard Klemm (Sprecher) | 19?? | |
| LA 51 | - Selig ist's dem Herrn vertrauen - Jesus kam (Ansprache) - Wenn Jesus kommt                                       | - Jesus trau ich Tag für Tag - Er kommt wieder (Ansprache) - Bald kommt der Herr                                                 | Richard Gastmann Gerhard Klemm (Sprecher) | 19?? | |
| LA 52 | Jesus liebt dich ...                                                                                               | Jesus liebt dich ... | Gitarrenchor der Volksmission entschiedener Christen Stuttgart-Zuffenhausen unter der Leitung von Josef Wittek                                            | 19?? | |
| LA 52 | - Musst oftmals im Leben - Es gibt eine Gnade                                                                      | - Jesus wird bald wiederkommen - Ja, es gibt eine Stadt                                                                          | Gitarrenchor der Volksmission entschiedener Christen Stuttgart-Zuffenhausen unter der Leitung von Josef Wittek                                            | 19?? | |
| LA 53 | Wolfgang Blissenbach singt vier Evangeliumslieder                                                                  | Wolfgang Blissenbach singt vier Evangeliumslieder                                                                                | Wolfgang Blissenbach Marlene Blissenbach (Flügel) | 19?? | |
| LA 53 | - So gross ist Gott - Verlorener Sohn                                                                              | - Öffne mein Auge - Dich, teurer Jesus                                                                                           | Wolfgang Blissenbach Marlene Blissenbach (Flügel) | 19?? | |
| LA 54 | Meinem Geist gib starke Flügel                                                                                     | Meinem Geist gib starke Flügel                                                                                                   | Elim-Chor Bremen | 19?? | |
| LA 54 | - Meinem Geist gib starke Flügel - Du großer Gott                                                                  | - Hier ist ein Freund - Ein Jubellied                                                                                            | Elim-Chor Bremen | 19?? | |
| LA 55 | Erinnerungen an Amerika                                                                                            | Erinnerungen an Amerika | Wolfgang Blissenbach | 19?? | |
| LA 55 | - Ja, wenn ich in den Himmel - Lass ihn ein                                                                        | - Ich bin niemals traurig - Selig ist das Volk                                                                                   | Wolfgang Blissenbach | 19?? | |
| LA 56 | Wunderbare Liebe                                                                                                   | Wunderbare Liebe | Traudl & Richard Gastmann Elim-Chor Bremen | 19?? | |
| LA 56 | - Wunderbare Liebe - Du hast mein Leben so reich gemacht                                                           | - Ja, o ja - Gott allein kennt                                                                                                   | Traudl & Richard Gastmann Elim-Chor Bremen | 19?? | |
| LA 57 | - Einsam - Ich hab heimgefunden                                                                                    | - Mein Herz ist so froh - Herrlicher Morgen                                                                                      | Wolfgang Blissenbach; Gerhard Klemm | 19?? | |
| LA 58 | - Pilger, wo ist deine Heimat - Wer zu Jesus kommt                                                                 | - Jesus ist der allerbeste Freund - Freudig gehe ich                                                                             | Traudl & Richard Gastmann Jugendchor | 19?? | |
| LA 59 | Werd ich dich dort treffen                                                                                         | Werd ich dich dort treffen | Traudl & Richard Gastmann Erwin Kolm | 19?? | |
| LA 59 | - Werd ich dich dort treffen - Wo die Rosen nie verblühn                                                           | - Ich denke ans himmlische Land - Jesus will                                                                                     | Traudl & Richard Gastmann Erwin Kolm | 19?? | |
| LA 60 | - Bin ein Königskind - Lehr mich, mein Papi                                                                        | - Ich bin zwar noch sehr klein - Das ist ein herrlich Wandern                                                                    | Klemm-Kinder | 19?? | |
| LA 61 | - Nur noch Freude - Es ist ein Wunder (Ich bin erlöst)                                                             | - Gib mir neues Öl - Auf dem Weg zum Himmelslande                                                                                | Traudl & Richard Gastmann | 19?? | |
| LA 62 | Ich komme zu dir                                                                                                   | Ich komme zu dir | Gemischter Chor und Männerchor der Freien Christengemeinde Ritterhude unter der Leitung von Wolfgang Blissenbach                                          | 19?? | |
| LA 62 | - Ich komme zu dir - Der Schlüssel ist das Gebet                                                                   | - Freundschaft mit Jesus - Viele halten uns für Schwärmer                                                                        | Gemischter Chor und Männerchor der Freien Christengemeinde Ritterhude unter der Leitung von Wolfgang Blissenbach                                          | 19?? | |
| LA 63 | Mutter | Mutter | Wolfgang Blissenbach 1Klemm-Kinder | 19?? | |
| LA 63 | - Hast du eine Mutter, die betet - Bete noch mehr für dein Mütterlein1                                             | - Ach Mutti, sing mit mir1 - Mütterlein                                                                                          | Wolfgang Blissenbach 1Klemm-Kinder | 19?? | |
| LA 64 | - Es ist herrlich - Bist du betrübt                                                                                | - Sag mir alle deine Not - Jesus geht heute vorbei                                                                               | Gitarrenchor der Volksmission entschiedener Christen Stuttgart-Zuffenhausen                                                                               | 19?? | |
| LA 65 | Drum halte aus | Drum halte aus | Traudl & Richard Gastmann | 19?? | |
| LA 65 | - Drum halte aus - Jeder Tag                                                                                       | - Ein Tag wie jeder andre - Zu wandeln mit Gott                                                                                  | Traudl & Richard Gastmann | 19?? | |
| LA 66 | Ich geh mit Jesus                                                                                                  | Ich geh mit Jesus | Beverly Williscroft | 19?? | |
| LA 66 | - Du brauchst den Herrn                                                                                            | - Sperling - Ich ziehe himmelan                                                                                                  | Beverly Williscroft | 19?? | |
| LA 67 | Jesus hat errettet mich                                                                                            | Jesus hat errettet mich | Wolfgang Blissenbach | 19?? | |
| LA 67 | - Jesus hat errettet mich - Im Lichte von Golgathas Kreuz                                                          | - Ich bin so froh und glücklich - Unser Vater                                                                                    | Wolfgang Blissenbach | 19?? | |
| LA 68 | Jesus hat errettet mich Reva-Chor singt vier beliebte Lieder                                                       | Jesus hat errettet mich Reva-Chor singt vier beliebte Lieder                                                                     | Reva-Chor unter der Leitung von Wolfgang Blissenbach | 19?? | |
| LA 68 | - Lass mich sein eine brennende Fackel - Der große Arzt                                                            | - Dein Heiland erhört Gebet - Hab gefunden den Weg der Freude                                                                    | Reva-Chor unter der Leitung von Wolfgang Blissenbach | 19?? | |
| LA 69 | - Ich singe, wo ich geh - Schließ mich, Jesus, in dein Herze                                                       | - Unser ist der Sieg - Drum bin ich froh und glücklich                                                                           | Wolfgang Blissenbach Göran Stenlund Ruth Stenlund (Flügel)                                                                                                | 19?? | |
| LA 70 | - Stunden und Jahre - Möchte blicken ungestört auf Jesus                                                           | - An meiner Seit er geht - Schon morgen                                                                                          | Wolfgang Blissenbach | 19?? | |
| LA 71 | Gott will die Welt gerettet sehen                                                                                  | Gott will die Welt gerettet sehen                                                                                                | Reinhold Ulonska; Königs-Quartett | 19?? | |
| LA 71 | - Aus Himmelsherrlichkeit - Gott will die Welt gerettet sehen (Ansprache)                                          | - Früh weiht ich mein Leben - Unser Leben: wie ein Geschwätz (Ansprache)                                                         | Reinhold Ulonska; Königs-Quartett | 19?? | |
| LA 72 | Winde wehen | Winde wehen | Traudl & Richard Gastmann | 19?? | |
| LA 72 | - Winde wehen - Rechne doch mit Gott                                                                               | - Ich hab eine Heimat - Ich wünsche mir kein Diadem                                                                              | Traudl & Richard Gastmann | 19?? | |
| LA 73 | - Herrlich klingt der Name Jesus über Meer und über Land - Eherne Türen                                            | - Am Kreuzesstamm - Was bewegt dein Herz                                                                                         | Chor der Volksmission entschiedener Christen Stuttgart-Zuffenhausen                                                                                       | 19?? | |
| LA 74 | Höre Traudl & Richard Gastmann singen Gospels                                                                      | Höre Traudl & Richard Gastmann singen Gospels                                                                                    | Traudl & Richard Gastmann | 197? | |
| LA 74 | - Er wird morgen mit mir geh'n                                                                                     | - Bange Fragen - Mein Herz ist fröhlich                                                                                          | Traudl & Richard Gastmann | 197? | |
| LA 75 | Neue Evangeliumslieder                                                                                             | Neue Evangeliumslieder | Rolf Brückner; Heinz Hinze | 197? | |
| LA 75 | - Hab nicht lieb die Welt - Nicht mein Verdienst                                                                   | - Liebe so groß - Schon mancher Weg                                                                                              | Rolf Brückner; Heinz Hinze | 197? | |
| LA 76 | Ich suchte das Leben                                                                                               | Ich suchte das Leben | Gospel-Quartett | 1967 | |
| LA 76 | - Ich suchte das Leben (Ich bin gewandert) - Herrliches Land (Es gibt ein Land)                                    | - Er sorgt - Opferaltar | Gospel-Quartett | 1967 | |
| LA 77 | Muss es denn so sein?                                                                                              | Muss es denn so sein? | Gospel-Quartett; Traudl & Richard Gastmann | 1971 | |
| LA 77 | - Darum denke daran - Muss es denn so sein? (Bei Regen oder Sonnenschein)                                          | - Einer kam - Wenn du fragst | Gospel-Quartett; Traudl & Richard Gastmann | 1971 | |
| LA 78 | Einst kommt der Tag                                                                                                | Einst kommt der Tag | Renate Besch; Die Hanßmanns | 196? | |
| LA 78 | - Fürchte dich nicht - Möchte sein wie Jesus                                                                       | - Einst kommt der Tag - Ort des Gebets                                                                                           | Renate Besch; Die Hanßmanns | 196? | |
| LA 79 | Wie ein Blatt im Wind                                                                                              | Wie ein Blatt im Wind | Traudl & Richard Gastmann | 196? | |
| LA 79 | - Wie ein Blatt im Wind - Gehe, Herr, voran                                                                        | - Wo wirst du sein - Du gehst vorbei                                                                                             | Traudl & Richard Gastmann | 196? | |
| LA 80 | Nur er ist das Leben                                                                                               | Nur er ist das Leben | The Sunrise Singers (Reinhold Leimbeck, Gerhard Klemm, Herbert Hustedt, Karl-Heinz Wendel)                                                                | 197? | |
| LA 80 | - Nur er ist das Leben - Gelobt sei Gott                                                                           | - Ich habe Grund zu singen - Die Liebe meines Heilands                                                                           | The Sunrise Singers (Reinhold Leimbeck, Gerhard Klemm, Herbert Hustedt, Karl-Heinz Wendel)                                                                | 197? | |
| LA 81 | Gute Nachricht für Sie                                                                                             | Gute Nachricht für Sie | The Sunrise Singers | 197? | |
| LA 81 | - Herr, bleibe bei uns                                                                                             | - Teuer erkauft - Du bist würdig                                                                                                 | The Sunrise Singers | 197? | |
| LA 82 | Wolfgang Blissenbach singt aus den Biblischen Liedern (op. 99) von Anton Dvořák                                    | Wolfgang Blissenbach singt aus den Biblischen Liedern (op. 99) von Anton Dvořák                                                  | Wolfgang Blissenbach Rainer Hoffmann (Piano) | 197? | |
| LA 82 | - Gott, erhöre mein inniges Flehn - Herr, o mein Gott                                                              | - An den Wassern zu Babylon - Singet ein neues Lied                                                                              | Wolfgang Blissenbach Rainer Hoffmann (Piano) | 197? | |
| LA 83 | Du bist bei mir | Du bist bei mir | Reinhold Leimbeck Lennart-Sjöholms-Orchester | 197? | |
| LA 83 | - Es wird Friede - Der Herr kommt bald                                                                             | - Gott ist nicht tot | Reinhold Leimbeck Lennart-Sjöholms-Orchester | 197? | |
| LA 84 | O schöner Platz | O schöner Platz | Reinhold und Herold | 197? | |
| LA 84 | - Will dich die Arbeit ermüden                                                                                     | - Die weiße Schar - Es eilt die Zeit                                                                                             | Reinhold und Herold | 197? | |
| LA 85 | Glücklich | Glücklich | The Gospel Singers unter der Leitung von Wolfgang Blissenbach                                                                                             | 197? | |
| LA 85 | - Uns ist Gott nicht problematisch - So viel hat einer getan                                                       | - Einer (Soll es dieser Jesus sein?) - Glücklich, weil Jesus kam                                                                 | The Gospel Singers unter der Leitung von Wolfgang Blissenbach                                                                                             | 197? | |
| LA 86 | Geh zu Jesus | Geh zu Jesus | Glad Tidings | 197? | |
| LA 86 | - Geh zu Jesus - Wunderbare Gnade                                                                                  | - Gott liebt die ganze Welt - Es ist dir gesagt                                                                                  | Glad Tidings | 197? | |
| LA 87 | Grau ist der Tag                                                                                                   | Grau ist der Tag | The Living Stones | 197? | |
| LA 87 | - Grau ist der Tag                                                                                                 | - Christen und Heiden | The Living Stones | 197? | |

| Nr.  | Titel                                                                              | Titel                                                                   | Interpreten | Jahr | Anmerkungen |
| Nr.  | Seite A                                                                            | Seite B                                                                 | Interpreten | Jahr | Anmerkungen |
| ---- | ---------------------------------------------------------------------------------- | ----------------------------------------------------------------------- | --- | ---- | ----------- |
|      |                                                                                    |                                                                         | |      |             |
| M 3  | In der Tiefe des Herzens                                                           | In der Tiefe des Herzens                                                | Anne Marie Olsson; Kammerchor der Filadelfia-Kirche Malmö                                                        | 19?? |             |
| M 3  | - In der Tiefe des Herzens - Jesus, mein König                                     | - Rede, Herr - Einen Steinwurf                                          | Anne Marie Olsson; Kammerchor der Filadelfia-Kirche Malmö                                                        | 19?? |             |
| M 4  | Where Could I Go                                                                   | Where Could I Go                                                        | Herolds-Quartett                                                                                                 | 19?? |             |
| M 4  | - Where Could I Go - He's Everywhere                                               | - In My Father's House - Just A Little Talk                             | Herolds-Quartett                                                                                                 | 19?? |             |
| M 5  | Wie wirds dort sein                                                                | Wie wirds dort sein                                                     | Posaunenchor der Volksmission entschiedener Christen Stuttgart-Zuffenhausen unter der Leitung von Gerhard Zucker | 19?? |             |
| M 5  | - Die Sterne, sie leuchten nicht nur bei Nacht - Freund, lass den Mut nicht sinken | - Geht hinaus und sagt es aller Welt - Ich bin entschieden              | Posaunenchor der Volksmission entschiedener Christen Stuttgart-Zuffenhausen unter der Leitung von Gerhard Zucker | 19?? |             |
| M 6  | - Ich bin dein, o Herr - Kraft in dem Blut                                         | - Stern, auf den ich schaue - Wenn der ewge Morgen taget                | ? | 19?? |             |
| M 7  | - Die heilige Stadt - Ich eile hin                                                 | - Kämpfer für den König - Ich walle froh                                | Posaunenchor der Volksmission entschiedener Christen Stuttgart-Zuffenhausen unter der Leitung von Gerhard Zucker | 19?? |             |
| M 8  | The Living Stones                                                                  | The Living Stones                                                       | The Living Stones                                                                                                | 19?? |             |
| M 8  | - Die Sterne, sie leuchten nicht nur bei Nacht - Freund, lass den Mut nicht sinken | - Geht hinaus und sagt es aller Welt - Ich bin entschieden              | The Living Stones                                                                                                | 19?? |             |
| M 9  | O welch ein Tag                                                                    | O welch ein Tag                                                         | Christa Drzisga                                                                                                  | 197? |             |
| M 9  | - O welch ein Tag - Dort auf Golgatha                                              | - Jesus - Seine Liebe                                                   | Christa Drzisga                                                                                                  | 197? |             |
| M 10 | Kein leichter Weg                                                                  | Kein leichter Weg                                                       | Pilger-Quartett                                                                                                  | 197? |             |
| M 10 | - Bei dir allein - Jesu, meiner Seele Freund                                       | - Auf Golgatha am Kreuze - Es ist kein leichter Weg                     | Pilger-Quartett                                                                                                  | 197? |             |
|      |                                                                                    |                                                                         | |      |             |
| M 12 | Ich geh mit Jesus                                                                  | Ich geh mit Jesus                                                       | Koralla; Internationale Zigeunermission                                                                          | 197? |             |
| M 12 | - Ein weißes Kleid - Jesus, o Jesus (Devel, o Devel) - Am hilo gei                 | - Ich geh mit Jesus (Dav tut muro dreio) - Zigeunerweise (Instrumental) | Koralla; Internationale Zigeunermission                                                                          | 197? |             |

| Nr.    | Titel                                                            | Titel                                                             | Interpreten                          | Jahr | Anmerkungen |
| Nr.    | Seite A                                                          | Seite B                                                           | Interpreten                          | Jahr | Anmerkungen |
| ------ | ---------------------------------------------------------------- | ----------------------------------------------------------------- | ------------------------------------ | ---- | ----------- |
|        |                                                                  |                                                                   |                                      |      |             |
| LP 001 | - Höre, ich will sagen dir - Jesu Mahnung                        | - Mein Jesus, geh du mit mir - O selge Stunden im Gebet           | Beröa-Doppelquartett                 | 19?? |             |
|        |                                                                  |                                                                   |                                      |      |             |
| LP 003 | Wunderbar Lebenswort                                             | Wunderbar Lebenswort                                              | Beröa-Doppelquartett                 | 19?? |             |
| LP 003 | - Fahre hin - Singe mir es noch einmal vor                       | - Die Welt ist nicht mein Heim - Im Herzen erklingt mir ein Lied  | Beröa-Doppelquartett                 | 19?? |             |
|        |                                                                  |                                                                   |                                      |      |             |
| LP 005 | Christus im Herzen                                               | Christus im Herzen                                                | Traudl & Richard Gastmann            | 19?? |             |
| LP 005 | - Christus im Herzen - Glaube und siege                          | - Dort in Gethsemanes Garten - Es erglänzt uns von ferne ein Land | Traudl & Richard Gastmann            | 19?? |             |
|        |                                                                  |                                                                   |                                      |      |             |
| LP 007 | - Offen stehn die Perlentore - Wenn im dunklen Tränental ich bin | - Meine Hände - Er ist mein Heiland allein                        | O. Olsson; A. Herlemann; G. Hembruch | 19?? |             |

| Nr. | Titel                                                         | Titel                                                  | Künstler                         | Jahr | Anmerkungen |
| Nr. | Seite A                                                       | Seite B                                                | Künstler                         | Jahr | Anmerkungen |
| --- | ------------------------------------------------------------- | ------------------------------------------------------ | -------------------------------- | ---- | --- |
| 101 | Einst in der Stille                                           | Einst in der Stille                                    | Internationales Königs-Quartett* | 197? | * Bezeichnung auch: „Evangelisations-Team ‚Königs-Quartett‘“: Werner Kniesel, Kanada; Erich Theis, Deutschland; Peter Bronsveld, Niederlande; Walter Betschel, Österreich |
| 101 | - Einst in der Stille - Ich bin erlöst                        | - Am Kreuze ist Raum - Komm heim zum Abendmahl         | Internationales Königs-Quartett* | 197? | * Bezeichnung auch: „Evangelisations-Team ‚Königs-Quartett‘“: Werner Kniesel, Kanada; Erich Theis, Deutschland; Peter Bronsveld, Niederlande; Walter Betschel, Österreich |
| 102 | Nur, o Herr, in deiner Näh                                    | Nur, o Herr, in deiner Näh                             | Internationales Königs-Quartett  | 19?? | |
| 102 | - Nur, o Herr, in deiner Näh - Wie sollt ich ihn nicht lieben | - Freudig klingt ein Lied - Früh weiht’ ich mein Leben | Internationales Königs-Quartett  | 19?? | |
| 103 | - Der Fels ist Jesus - Sanft eine Stimme                      | - Nimm, o Herr, meine Hand - Ich geh heim              | Königs-Quartett                  | 19?? | |
| 104 | - Nur durch ein Wunder - Herrliche Gnad                       | - Glücklich und froh - Als der Heiland mich fand       | Königs-Quartett                  | 19?? | |
| 105 | - Kraft im Gebet - Herr, prüfe mich                           | - Ich liebe nur Jesus - Tief in meinem Herzen          | Werner Kniesel; Erich Theis      | 19?? | |

| Nr.  | Titel                               | Titel                                                  | Künstler                        | Jahr | Anmerkungen                                     |
| Nr.  | Seite A                             | Seite B                                                | Künstler                        | Jahr | Anmerkungen                                     |
| ---- | ----------------------------------- | ------------------------------------------------------ | ------------------------------- | ---- | ----------------------------------------------- |
| 2201 | Sing ein Lied                       | Sing ein Lied                                          | Hermann, Ursula und Erich Theis | 19?? |                                                 |
| 2201 | - Sing ein Lied - Weihe dich ganz   | - Einst ging des Weges - Ich sehe ausgestreckte Hände  | Hermann, Ursula und Erich Theis | 19?? |                                                 |
| 2202 | Ich weiß eine Stadt                 | Ich weiß eine Stadt                                    | ?                               | 19?? |                                                 |
| 2202 | - Ich weiß eine Stadt               | - Ich nahm das Kreuz - Bist du betrübt                 | ?                               | 19?? |                                                 |
|      |                                     |                                                        |                                 |      |                                                 |
| 2205 | Sei guten Mutes                     | Sei guten Mutes                                        | Elsie Matiuk und Inge Marquass  | 19?? | Produktion für Evangelisations-Team, Gladenbach |
| 2205 | - Sei guten Mutes - Blutendes Herze | - O wie sehn ich mich heut - O ich sehe weiß gekleidet | Elsie Matiuk und Inge Marquass  | 19?? | Produktion für Evangelisations-Team, Gladenbach |

| Nr.     | Titel | Künstler | Jahr | Anmerkung |
| ------- | --- | --- | ---- | --------- |
| LA 2001 | Evangeliumsklänge | Gitarrenchor der Freien Christengemeinde Elim, Bremen; Das Beröa-Terzett; Hermann Richert; Robert & Ursel Schwolow | 19?? |           |
| LA 2001 | Über Berge und Höhn • O blick auf Golgatha • Nur ein wenig näher dir • Komm wie du bist • Lange ging ich in der Welt • Lieb, herrliche Lieb von Gott • Das alt'rauhe Kreuz • Er starb für dich • Es ist Jesus • Gott ist mein Hort | Gitarrenchor der Freien Christengemeinde Elim, Bremen; Das Beröa-Terzett; Hermann Richert; Robert & Ursel Schwolow | 19?? |           |
|         | | |      |           |
| LA 2003 | Junge Christen singen | ? | 197? |           |
| LA 2003 | Gelobt sei Gott • Es ist noch Raum • O komm zu Jesus • Er trug nicht eine Silberkron • Dort in dem Garten • Sag mir Wächter • In mir ist ein Sehnen • Hör, Herr, mein Flehn | ? | 197? |           |
| LA 2004 | Evangeliumsklänge aus dem Leuchter-Verlag | Traudl und Richard Gastmann; Wolfgang Blissenbach                                                                  | 197? |           |
| LA 2004 | Musiktitel: Wenn ich bedenke • Lies die Bibel • Der Kluge baut sein Haus • Jesus In The Family • Sie kommen von Ost und West • Rufe mich an in der Not • Jesus warf die Bürde • Eine, nur eine Tür • Ich bin glücklich • Blutendes Herz • Mein Herz ist voller Freud • O holder Mann von Galilä • Einen Steinwurf weit Geschichten: Grußwort und Picherblume • Heidnische Götzen • Der Wunsch des Esels • Ich kann Englisch • Biblisch Rechnen • Gottes Licht • Eine Stimme vom Himmel • Was wiegt schwerer • Lesen und lesen • Es gibt einen Gott | Traudl und Richard Gastmann; Wolfgang Blissenbach                                                                  | 197? |           |
|         | | |      |           |
| LA 2005 | Goldener Morgen | Beröa-Bibelschulchor; Beröa-Gitarrenchor Richard Gastmann; Wolfgang Blissenbach                                    | 19?? |           |
| LA 2005 | Goldener Morgen • Ach, mein Herz sehnt sich • Wann dämmert der Morgen • Wie wird es sein einst • Jesus kommt ja bald • Hosianna • In Dunkel und Finsternis • O Liebe ohne Schranken • In Geiste war ich • Ihr Hirten, erwacht • Es leuchtet ein Stern • Stille Nacht | Beröa-Bibelschulchor; Beröa-Gitarrenchor Richard Gastmann; Wolfgang Blissenbach                                    | 19?? |           |
| LA 2006 | Preist unsern Herrn | Jugendchor der Freien Christen-Jugend                                                                              | 19?? |           |
| LA 2006 | Preist unsern Herrn • Derselbe noch • Ist manchmal einsam • Ich hab' einen Freund • Die Himmel erzählen • Jesus, schönster Name • Er ruft bei Namen • Jesus, ach Jesus • Lehre mich • Abend wird es in der Welt | Jugendchor der Freien Christen-Jugend                                                                              | 19?? |           |
| LA 2007 | Schönster Herr Jesus | Charles Magnuson (Klavier) Ralph Carmichael Orchestra                                                              | 19?? |           |
| LA 2007 | Schönster Herr Jesus • Aus den Palästen von Elfenbein • Offen steh'n die Perlentore • Das altrauhe Kreuz • Alles will ich Jesus weihen • Stunde um Stunde hab' ich in ihm Ruh' • Welch ein Freund ist unser Jesus • Ich geh' in den Garten allein • Selig ist's, dem Herrn vertrauen • O sel'ge Stunde im Gebet • Meine Hände • Jesus zieh zum Kreuze mich | Charles Magnuson (Klavier) Ralph Carmichael Orchestra                                                              | 19?? |           |
| LA 2008 | Wir singen und spielen für Südamerika | Wolfgang Blissenbach; Reva-Chor                                                                                    | 19?? |           |
| LA 2008 | Unser Vater • Wasch mich in deinem Blute • Ich bin nicht einsam • Psalm 32 • Das größte Schöpfungswunder • Pharisäer und Zöllner • Go Down, Moses • Ein Traum vom Himmel | Wolfgang Blissenbach; Reva-Chor                                                                                    | 19?? |           |
| LA 2009 | Jesus ist der Sieger | ? | 19?? |           |
| LA 2009 | Jesus ist der Sieger • Bin erlöst • Ich find allein den Weg nicht heim • Die Last meiner Sünde war drückend • Schönes Heim • Er ist unser alles • Wenn ich seh sein Angesicht • Hör den Herrn der Ernte • Ansprache von Werner Gunia • Meister, es toben die Winde | ? | 19?? |           |
| LA 2010 | Man kann nicht zwei Wege gehen | Beröa-Bibelschulchor unter der Leitung von Gerhard Klemm                                                           | 197? |           |
| LA 2010 | Man kann nicht zwei Wege gehen • Ja, dort im Himmel • Ich bin ein Freund von Jesus • Wenn ich sehe, wie die Menschen eilen • Heilig, heilig, heilig • Ich freu mich in Jesus • Ja ich, ja ich, o Herr • My Lord Has Been So Good • O Jesus Nam'n, du klingst so süß • O komm, du sündenmüdes Herz • Herr, bleib bei mir. | Beröa-Bibelschulchor unter der Leitung von Gerhard Klemm                                                           | 197? |           |
| LA 2011 | Der Erste, den ich seh, soll Jesus sein Evangeliumsklänge aus dem Leuchter-Verlag | Traudl & Richard Gastmann                                                                                          | 197? |           |
| LA 2011 | Der Erste, den ich seh (Im Himmel gibt es manches) • Trau auf Gott • Liebevoll wacht Jesus • Nur Liebe hat Wert • Neunundneunzig der Schafe (Trompetensolo von Wolfgang Blissenbach) • Herrlicher Morgen • Unwandelbar • Viele Straßen (Durch diese Welt) • Ich darf im Glauben kommen (Trompetensolo von Wolfgang Blissenbach) • So manche Frage | Traudl & Richard Gastmann                                                                                          | 197? |           |

| Nr.     | Titel | Künstler | Jahr | Anmerkung |
| ------- | --- | --- | ---- | --- |
| LA 3001 | Evangeliumsklänge aus dem Leuchter-Verlag | Günter Weber; Elim-Terzett; The Living Stones; Beröa-Bibelschulchor | 197? | |
| LA 3001 | Freude erfüllt mein Herz • Du großer Gott • Ist dein Leben voller Schuld • Ich lieb ihn • Einmal darf ich es schauen • Zum Himmel schaue ich empor • Was muss ich machen • Vater, in deine Hände • In meinem Herzen klingt ein Lied • Er ist nah • O selge Stunde • O Jesus, mein Heiland • Freudig klingt ein Lied • Ich hab keine Heimat • Gitarrenmelodie • Ich bin nicht wert | Günter Weber; Elim-Terzett; The Living Stones; Beröa-Bibelschulchor | 197? | |
|         | | |      | |
| LA 3011 | Freude erfüllt mein Herz | Traudl & Richard Gastmanns; Gerhard Klemm; K.-H. Ruschke; The Living Stones; Elim-Terzett; Kreuz-Quartett; Evangelisations-Team SPM; Jakob Zopfi                                                                              | 19?? | |
| LA 3011 | Freude erfüllt mein Herz • Du großer Gott • Ist dein Leben voller Schuld • Ich lieb ihn • Winde wehen • Rechne mit Gott • Ich hab eine Heimat • Ich will mit ihm gehn • Einmal darf ich es schauen • Zum Himmel schaue ich empor • Was muss ich machen • Vater, in deine Hände • In meinem Herzen klingt ein Lied • Einen Freund hab ich • O selge Stunden im Gebet • O Jesus, mein Heiland • Jesus, schönster Name mein • Ich hab keine Heimat • Gitarrenmelodie (Instrumentalmelodie) • Ich bin nicht wert | Traudl & Richard Gastmanns; Gerhard Klemm; K.-H. Ruschke; The Living Stones; Elim-Terzett; Kreuz-Quartett; Evangelisations-Team SPM; Jakob Zopfi                                                                              | 19?? | |
| LA 3012 | Drum bin ich froh und glücklich | Die Gastmanns; Wolfgang Blissenbach; Edwin Donnabauer; Göran Stenlund; Beröa Doppel-Quartett; Beröa-Bibelschulchor; Chor der Freien Christengemeinde Krefeld; Reva-Chor                                                       | 19?? | |
| LA 3012 | Drum bin ich froh und glücklich • Gelobt sei Gott • Dein Heiland erhört Gebet • Mein Jesus, geh du mit mir • Schönes Heim • Lasten verschwinden • Jesus ist der Sieger • Ich find allein den Weg nicht heim • Jesu Mahnung • Stern, auf den ich schaue • Ich sorge nicht • Ein Tag wie jeder andre • Lass mich sein eine brennende Fackel • Ein Traum vom Himmel | Die Gastmanns; Wolfgang Blissenbach; Edwin Donnabauer; Göran Stenlund; Beröa Doppel-Quartett; Beröa-Bibelschulchor; Chor der Freien Christengemeinde Krefeld; Reva-Chor                                                       | 19?? | |
| LA 3013 | Gott hat ein herrliches Werk getan | Wolfgang Blissenbach | 1967 | |
| LA 3013 | Der Name Jesus • Da gibt er • Ich bin Fremdling • Die heilige Stadt (Jerusalem) • Gott hat ein herrliches Werk getan • Ich ging im Geist, wo Jesus ging • Leg dein Leben in Jesu Hand • He's Got The Whole World • Herr, sprich zu mir • David und Goliath • Er sagte: Schweig, sei still • Das Vaterunser | Wolfgang Blissenbach | 1967 | |
| LA 3014 | Mañana | Gospel-Quartett | 1968 | Debüt-Album des Gospel-Quartetts: Bodo Leinberger: 1. Tenor, Gitarre; Reinhold Leimbeck: 2. Tenor, Solist, Gitarre, Leitung; Peter Kierner: 1. Bass, Mundharmonika; Walter Degen: 2. Bass, Kontrabass; |
| LA 3014 | Ein andrer Tag (Es ist kein Geheimnis) • Die Erinn'rung • Wie lang ist es her? • Mañana (Ewigkeitsmorgen) • Bete doch! • Hier bin ich • Einst ging ich einsam • Kreuzesschatten • Sein Eigentum • La Nostalgia (Himmelssehnen) • Er kommt zurück • Ganz frei | Gospel-Quartett | 1968 | Debüt-Album des Gospel-Quartetts: Bodo Leinberger: 1. Tenor, Gitarre; Reinhold Leimbeck: 2. Tenor, Solist, Gitarre, Leitung; Peter Kierner: 1. Bass, Mundharmonika; Walter Degen: 2. Bass, Kontrabass; |
| LA 3015 | Juwelen unter Evangeliumsliedern | Sela-Studioorchester unter der Leitung von Wolfgang Blissenbach | 1968 | |
| LA 3015 | Ich brauch dich allezeit • Meine Hände • Ich bete an die Macht der Liebe • Sehnsucht • Lasst die Küstenfeuer brennen • Alles will ich Jesus weihen • Das altrauhe Kreuz • Schönster Herr Jesus • Es ist ein Born • Zeichen der Zeit • Nur ein wenig näher dir (Just A Closer Walk With Thee) • Ich bin dein, o Herr | Sela-Studioorchester unter der Leitung von Wolfgang Blissenbach | 1968 | |
| LA 3016 | In den Sternen Gottes Werk ich seh | The Gospel Singers | 196? | |
| LA 3016 | I Was There • Es hilft und heilt • Ich werde Jesus sehen • Ohne Jesus • Weißt du, warum • Just A Closer Walk • Ein Christ zu sein • Every Time • Halte doch ein • Halte fest meine Hand • Was ist der Mensch | The Gospel Singers | 196? | |
| LA 3017 | Wunderbarer Tag | Gospel-Quartett | 1969 | |
| LA 3017 | Wunderbarer Tag • Unser Retter • Du bist alles mir • Gott ist da • Sehnsucht • Ein Nam' • Warum ich sing • Es lohnt sich • Frage nach Gott • We Are Pilgrims • Zeichen der Zeit • Es gibt jemand | Gospel-Quartett | 1969 | |
| LA 3018 | Wolfgang Blissenbach singt amerikanische Gospels von J. W. Peterson | Wolfgang Blissenbach Svante-Widéns-Chor und Orchester | 1969 | |
| LA 3018 | Gott lebt im Herzen mein • Nun will ich gehn • Sieh, das ist Gottes Lamm • Higher Hands • Niemand dich versteht wie Jesus • Glad Tomorrow • Sterne in der Krone? • Hirte, so treu • Nur durch ein Wunder • Keine Dämmerung | Wolfgang Blissenbach Svante-Widéns-Chor und Orchester | 1969 | |
| LA 3019 | The German Gospel Quartet | Gospel-Quartett | 1970 | |
| LA 3019 | Ich will singen • Were You There • Gottesfrage • I Surrender All (Alles will ich Jesus weihen) • Eine Melodie (Instrumental) • Sorgen? • An jenem Tage • Steal Away • Er lebt • When The Saints • Wiedersehn (Instrumental) • Ich komm | Gospel-Quartett | 1970 | |
| LA 3020 | Ihr sollt meine Zeugen sein! | The Gospel Singers unter der Leitung von Wolfgang Blissenbach | 1971 | |
| LA 3020 | Gott ist ein guter Gott • Ich rufe den Namen Jesus • Jeder Tag mit Jesus • Steal Away • O was für Liebe • Go Tell It On The Mountains • Wir haben einen herrlichen Gott • Die Schrift an der Wand • O den Fried, den Jesus gibt • Ihr sollt meine Zeugen sein | The Gospel Singers unter der Leitung von Wolfgang Blissenbach | 1971 | |
| LA 3021 | Wolfgang Blissenbach | Wolfgang Blissenbach | 1971 | |
| LA 3021 | Er half mir • Schritt für Schritt • Am Ewigkeitsmorgen • Gott wird dich niemals verlassen • Ruhe in des Heilands Hand • Name so wunderbar • Man erzählte mir froh • Die Liebe Gottes fließt • Ich such eine Straße • Kommet her zu mir • Ich rühm die Gnade | Wolfgang Blissenbach | 1971 | |
| LA 3022 | Wenn junge Menschen träumen | Sigrid & Gaby Mades; Jugendchor Karlsruhe unter der Leitung von Herold Leimbeck; The Sunrise Singers; Wolfgang Blissenbach | 1971 | Compilation |
| LA 3022 | Wenn junge Menschen träumen • Sag mir, warum • Amazing Grace • Ein Freund (Instrumental) • Kein andres Lied • Singt mit • Glaub an Gott. Ich bat zu Gott (Instrumental) • Put Your Hand In The Hand • Jesus ist immer da • Amor profundo • Kum Ba Yah | Sigrid & Gaby Mades; Jugendchor Karlsruhe unter der Leitung von Herold Leimbeck; The Sunrise Singers; Wolfgang Blissenbach | 1971 | Compilation |
| LA 3023 | Gottes Liebe ist wie die Sonne | Gospel-Quartett | 1971 | |
| LA 3023 | Wer sorgt? • Uns verpflichtet das Wort • Darum gehör ich Jesus • Ich bitte • 't Is Rolling In • Liebe Gottes • Jeder von uns • The Law Of The Lord • O welche Liebe • Gottes Liebe ist wie die Sonne | Gospel-Quartett | 1971 | |
| LA 3024 | Gott meint es gut mit dir | The Sunrise Singers | 1972 | Debüt-Album der Sunrise Singers |
| LA 3024 | Er ist der Weg • Siehst du die Not • Gott meint es gut mit dir • Halte dich bereit • In dieser Welt voll Hass uns Krieg • Ich rufe zu dir • Gib uns doch ein Ziel • Es ist kein Geheimnis • Wag es doch • Höre Freund • Nur ein Weg • Christus ist der Weg | The Sunrise Singers | 1972 | Debüt-Album der Sunrise Singers |
| LA 3025 | Wolfgang Blissenbach singt Werke alter Meister | Wolfgang Blissenbach Kammerorchester der Akademie für Tonkunst Darmstadt unter der Leitung von Gottfried Lucke | 1972 | |
| LA 3025 | Aus der Tiefe rufe ich, Herr, zu dir • Ja, ich kann die Feinde schlagen (Arie aus der Kantate BWV 57) • Quia fecit mihi magna (Arie aus dem Magnificat (BWV 243)) • Es ist vollbracht (Arie aus der Kantate BWV 159) | Wolfgang Blissenbach Kammerorchester der Akademie für Tonkunst Darmstadt unter der Leitung von Gottfried Lucke | 1972 | |
| LA 3026 | Neue Perspektive | The Gospel Singers unter der Leitung von Wolfgang Blissenbach 1 Stephanie Wolf-Morgan; 2Wolfgang Blissenbach | 1973 | |
| LA 3026 | Du bist der Herr • Wo bist du • Neue Perspektive • Vertrau auf Gott • Gott liebt auch die andern Menschen • Wenn • Warum, o Welt? • Gott hat niemals Geld • Der reiche Kornbauer • Mein Ideal | The Gospel Singers unter der Leitung von Wolfgang Blissenbach 1 Stephanie Wolf-Morgan; 2Wolfgang Blissenbach | 1973 | |
| LA 3027 | Heilige Weihnacht | The Gospel Singers unter der Leitung von Wolfgang Blissenbach 1Rosi Blissenbach; 2Wolfgang Blissenbach; 3Stephanie Wolf-Morgan; 4Sela-Studioorchester                                                                         | 1973 | |
| LA 3027 | Süsser die Glocken nie klingen4 (Instrumental) • Weihnacht, Wort voll Ewigkeit • In stiller Mitternacht • Willkommen heil'ge Weihnacht1 (Solo) • Heilige Weihnacht2 • Er kam vom Himmel3 (Solo) • Lobgesang laut erschallet2 (Solo) • Schlafe ein • Herbei, o ihr Gläubigen • Stille Nacht4 (Instrumental) | The Gospel Singers unter der Leitung von Wolfgang Blissenbach 1Rosi Blissenbach; 2Wolfgang Blissenbach; 3Stephanie Wolf-Morgan; 4Sela-Studioorchester                                                                         | 1973 | |
| LA 3028 | Perlen unter Evangeliumsliedern | Sela-Studioorchester unter der Leitung von Wolfgang Blissenbach | 1973 | |
| LA 3028 | Seliges Wissen • Ich blicke voll Beugung und Staunen • Gott ist gegenwärtig • Ich lebte einst • Heilige Salbung • O die tiefe Liebe Jesu • Ich sinke still • Herrliche Gnad • Näher, mein Gott, zu dir • Ich darf's glauben und wissen • Zarte Liebe von dem Herrn • Wenn Friede mit Gott | Sela-Studioorchester unter der Leitung von Wolfgang Blissenbach | 1973 | |
| LA 3029 | Die Liebe höret nimmer auf Wolfgang Blissenbach singt biblische Balladen und bekannte Partien aus geistlichen Oratorien | Wolfgang Blissenbach Rainer Hoffmann, Piano Kammerorchester Prof. Gottfried Lucke | 1974 | |
| LA 3029 | Psalm 23 • Psalm 97 • Kommet zu mir • Der verlorene Sohn • Die wahre Liebe • Gott, sei mir gnädig • Herr, Gott Abrahams • Ist nicht des Herrn Wort • Es ist genug • Es sollen wohl Berge weichen | Wolfgang Blissenbach Rainer Hoffmann, Piano Kammerorchester Prof. Gottfried Lucke | 1974 | |
| LA 3030 | Tag für Tag | The Gideons | 197? | |
| LA 3030 | Tag für Tag • Who • Wohin fliehen deine Gedanken • Komm in unsre Mitte • Danke • I'm Going To Keep On Singing • Hingabe • Echte Freunde • Wenn Gott gesagt hat • Jesus kommt | The Gideons | 197? | |
| LA 3031 | Sag’s Jesus | Stephanie Wolf-Morgan; Wolfgang Blissenbach; The Gospel Singers; Gospel-Quartett; Reinhold & Herold | 1974 | |
| LA 3031 | O das Feuer fällt hernieder • Sag's Jesus • Wenn der Tag heut vergeht • Richte deinen Blick auf Jesus • Jesus führt mich zum Himmel • Glücklich sein • Einer besiegte mein Herz • Niemand dich versteht wie Jesus • Ein Schimmer des Himmels • Herr, mein Gebet | Stephanie Wolf-Morgan; Wolfgang Blissenbach; The Gospel Singers; Gospel-Quartett; Reinhold & Herold | 1974 | |
| LA 3032 | Lasst uns Brücken bauen | The Gospel Singers unter der Leitung von Wolfgang Blissenbach 1Stephanie Wolf-Morgan & Gospel-Terzett; 2 Wolfgang Blissenbach                                                                                                 | 1975 | |
| LA 3032 | Der Herr ist mein Hirte • Endloser Tag • O mein Herr, ich liebe dich • Gott hat Wege in der Wüste • Über Berge und Höhn • O Gott, ich danke dir • Fürchte dich nicht • Lasst uns Brücken bauen • Gott ist nicht tot • Ich sah einen neuen Himmel | The Gospel Singers unter der Leitung von Wolfgang Blissenbach 1Stephanie Wolf-Morgan & Gospel-Terzett; 2 Wolfgang Blissenbach                                                                                                 | 1975 | |
| LA 3033 | Ich habe Grund zu singen | 1 The Sunrise Singers; 2 Traudl & Richard Gastmann; 3 Beröa-Bibelschulchor; 4 Wolfgang Blissenbach; 5 Görn Stenlund; 6Gospel-Quartett; 7Die Gastmanns; 8 Renate Besch; 9 Die Hanßmanns                                        | 1975 | |
| LA 3033 | Ich habe Grund zu singen1 • Bange Fragen2 • Man kann nicht zwei Wege gehen3 • Ich singe, wo ich geh4; 5 • Näher, noch näher6 • Unser Vater4 • Ich freu mich in Jesus3 • Wenn du fragst7; 6 • Ort des Gebets8; 9 • Ich brauch nicht mehr einsam zu sein6 • Das größte Schöpfungswunder4 • Herr, bleibe bei uns1 | 1 The Sunrise Singers; 2 Traudl & Richard Gastmann; 3 Beröa-Bibelschulchor; 4 Wolfgang Blissenbach; 5 Görn Stenlund; 6Gospel-Quartett; 7Die Gastmanns; 8 Renate Besch; 9 Die Hanßmanns                                        | 1975 | |
| LA 3034 | „Selig sind ...“ Eine moderne Kantate von Wolfgang Blissenbach nach Texten der Bergpredigt | Wolfgang Blissenbach präsentiert mit: Ursula Schulz; Renate Degen; Richard Gastmann; Wolfgang Blissenbach; Sela-Studiochor; Sela-Studioorchester unter der Leitung von Wolfgang Blissenbach                                   | 1975 | |
| LA 3034 | Ich habe Grund zu singen1 • Bange Fragen2 • Man kann nicht zwei Wege gehen3 • Ich singe, wo ich geh4; 5 • Näher, noch näher6 • Unser Vater4 • Ich freu mich in Jesus3 • Wenn du fragst7; 6 • Ort des Gebets8; 9 • Ich brauch nicht mehr einsam zu sein6 • Das größte Schöpfungswunder4 • Herr, bleibe bei uns1 | Wolfgang Blissenbach präsentiert mit: Ursula Schulz; Renate Degen; Richard Gastmann; Wolfgang Blissenbach; Sela-Studiochor; Sela-Studioorchester unter der Leitung von Wolfgang Blissenbach                                   | 1975 | |
| LA 3035 | Der Herr ist gut | Stephanie Wolf; Gospel-Terzett | 197? | |
| LA 3035 | Wer tragen will • Mögen die Berge weichen • Am Anfang • Mir ist es ganz egal • Sonne lag auf meinen Wegen • Papa, schau dir mal die Sterne an • Gottes Liebe kam für mich • Was würde ich versäumen • Der Herr ist gut • So kann ich nicht leben | Stephanie Wolf; Gospel-Terzett | 197? | |
| LA 3036 | Kleinodien unter Evangeliumsliedern | Wolfhard-Bach-Singers; Sela-Studioorchester unter der Leitung von Wolfgang Blissenbach | 1975 | |
| LA 3036 | Bald kommt der Herr • Hast du keinen Raum für Jesus • Herr, hier bring ich • Ist's wahr • Komm heim • Mein ist der Heiland • Kraft in dem Blut • Herr, mein Heiland • O wunderbar süß ist die Botschaft • Mein Herze lobt und preist • Ich will dich lieben • Sicher in Jesu Armen | Wolfhard-Bach-Singers; Sela-Studioorchester unter der Leitung von Wolfgang Blissenbach | 1975 | |
| LA 3037 | Wer war der Mann ...? | Richard Gastmann Traudl Gastmann; Anni & Franz Keiper | 197? | |
| LA 3037 | Wer war der Mann • Als Gott diese Zeit begann • Es ist was geschehn • Herr, durch dein Wort • Lass den Sonnenschein • Herr, du hast gesagt • Kommet her zu mir • Die Menschen ließen Gott zwar los • Dieses Leben schreibt ein Lied | Richard Gastmann Traudl Gastmann; Anni & Franz Keiper | 197? | |
| LA 3038 | Ich singe! Ich singe! | Wolfgang Blissenbach Lennart Jernestrand (Flügel) | 1976 | |
| LA 3038 | Ich singe, ich singe • Gott hat nicht aufgehört, dich zu lieben • Gott will Lotse sein • O es gibt keinen Platz wie Golgatha • Wenn Jesus kommt • Stillesein • In meinem Herzen klingt ein Lied • Sein Kreuz • Der Fremdling von Galilä • Dort wirst du niemals weinen • Birg dich unter seine Flügel • Ja, bald unser Herr erscheint | Wolfgang Blissenbach Lennart Jernestrand (Flügel) | 1976 | |
| LA 3039 | Es ist kein Traum ... | The Burning Candles | 197? | |
| LA 3039 | Wo gehst du hin? • Willst du eine Antwort • Von Jugend auf • Jesus ist bei mir • Niemand anders • Chorus-Potpourri • Jesus ist Sieger • Name so wunderbar • Rettung • Die Liebe lebt • Sei zufrieden • Ihr sollt leben | The Burning Candles | 197? | |
| LA 3040 | Im Weihnachtslicht | Arche-Chor Hamburg unter der Leitung von Wolfgang Blissenbach 1 Sela-Studioorchester; 2 Wolfgang Blissenbach | 1978 | |
| LA 3040 | Es ist ein Ros entsprungen1 (Instrumental) • Heut Glocken leis erklingen • Heut ist ein Kindlein uns geborn(Solo) • Fürchtet euch nicht(Männerchor) • Jauchzet, frohlocket(Kinderchor) • Im Weihnachtslicht2 (Solo) • Freue dich Welt1 (Instrumental) • Ehre sei Gott in der Höhe • Zu Bethlehem geboren(Kinderchor) • In einer harten Krippe • Er heißt Rat2 • O du fröhliche1 (Instrumental) | Arche-Chor Hamburg unter der Leitung von Wolfgang Blissenbach 1 Sela-Studioorchester; 2 Wolfgang Blissenbach | 1978 | |
| LA 3041 | Gelobt sei Gott | 1 Sela-Studioorchester; 2 The Sunrise Singers; 3Krefelder Chor; 4Reinhold & Herold; 5Chor der Christlichen Gemeinschaft Velbert; 6Wolfgang Blissenbach; 7Traudl & Richard Gastmann; 8Beröa-Bibelschulchor; 9Reinhold Leimbeck | 1978 | |
| LA 3041 | Welch ein Freund ist unser Jesus1 • Halleluja, gelobt sei Gott2 • Er ist unser alles3 • Es eilt die Zeit4 • Name, so wunderbar5 • Ich bin nicht einsam6 • Er wird morgen mit mir gehn7 • Gute Nachricht für Sie2 • Ja, dort im Himmel (Chorusse)8 • Jesus allin gibt Heil ud Leben7 • Bring mich höher auf die Berge5 • Es wird Fried auf der Erd9 • Ein Traum vom Himmel6 • Jesus, zieh zum Kreuze mich1 | 1 Sela-Studioorchester; 2 The Sunrise Singers; 3Krefelder Chor; 4Reinhold & Herold; 5Chor der Christlichen Gemeinschaft Velbert; 6Wolfgang Blissenbach; 7Traudl & Richard Gastmann; 8Beröa-Bibelschulchor; 9Reinhold Leimbeck | 1978 | |
| LA 3042 | In Christus liegen verborgen ... | Ölzweig-Gruppe | 197? | |
| LA 3042 | Wenn der Herr die Gefangenen Zions ... • Christus ist der Weg • Kraftlos bin ich, Herr • Der Tempel • Aus der Tiefe rufe ich, Herr ... • In Christus liegen verborgen ... • Das Lamm • Liebe brauchen wir • Der König | Ölzweig-Gruppe | 197? | |
| LA 3043 | Ein Rosenstrauß beliebter Evangeliumslieder | Solisten-Quartett (Richard Gastmann; Roland Kaufer; Wolfgang Blissenbach; Hans-Joachim Grusa) | 1979 | |
| LA 3043 | Seliges Wissen, Jesus ist mein • Ich blicke voll Beugung und Staunen • Ich darf's glauben und wissen • Hast du keinen Raum für Jesus • Ist's wahr, dass Jesus starb (An dem Kreuz) • Herr, hier bring ich mein Alles • Bald kommt der Herr • O wunderbar süß ist die Botschaft • Ich lebte einst in Satans Macht • Gott ist gegenwärtig • Mein Herze lobt und preist • Herrliche Gnad | Solisten-Quartett (Richard Gastmann; Roland Kaufer; Wolfgang Blissenbach; Hans-Joachim Grusa) | 1979 | |
| LA 3044 | Rechne mit Gott Die beliebtesten Lieder von Traudl & Richard Gastmann | Traudl & Richard Gastmann | 197? | Compilation |
| LA 3044 | Es ist ein Wunder (Ich bin erlöst) • Darum denke daran • Höre, was Jesus dir heute noch gibt • Kurz nur ist die Zeit • Wie ein Blatt im Wind • Liebevoll wacht Jesus über dir • Rechne doch mit Gott • Gib mir neues Öl • Ich wünsche mir kein Diadem • Muss es denn so sein • Gehe, Herr, voran • Durch diese Welt (Viele Straßen) • Wo wirst du sein? • Der Erste, den ich seh ... | Traudl & Richard Gastmann | 197? | Compilation |
| LA 3045 | Jesus, wir beten dich an | Arche-Chor Hamburg unter der Leitung von Wolfgang Blissenbach | 1979 | |
| LA 3045 | Psalm 100 • Jesu Blick • Chorus-Medley • Halleluja, Jesus • Rollt ab den Stein (In finstrer Gruft er lag) • Jesus, wir beten dich an • I've Got Peace • Gehet hinaus in alle Welt | Arche-Chor Hamburg unter der Leitung von Wolfgang Blissenbach | 1979 | |
| LA 3046 | Nahe am Kreuz | Evangeliumsträger unter der Leitung von Herbert Handel | 19?? | |
| LA 3046 | Leise und inniglich • Ich fange von vorne an • Nahe am Kreuz • Einst war ich tief in Sünd • Wunder sind mir kein Problem (Ich glaub an Gottes Kraft) • Ohne Weg, ohne Licht (Seine Güte und Gnade) • Fröhlich und frei • Wunder der Gnade Jesu • Tu, was du kannst • Es eilt die Zeit • Nimm du mich ganz hin • Wann wirst du kommen? | Evangeliumsträger unter der Leitung von Herbert Handel | 19?? | |
| LA 3047 | Ein Schatzkästchen beliebter Evangeliumslieder | Sela-Studioorchester unter der Leitung von Wolfgang Blissenbach | 1979 | |
| LA 3047 | O das Feuer fällt hernieder • Herr, bleib bei mir • Es ist kein Geheimnis • Amazing Grace • Gott hat Wege in der Wüste • Brüder, seht die Bundesfahne • Er ist meine Freude • Über Berge und Höhn • Man erzählte mir froh von dem Himmel • Wahre Freude ist bei Jesus (Wer kann Menschen besser helfen) • Vertrau auf Gott • Heilig, heilig, heilig | Sela-Studioorchester unter der Leitung von Wolfgang Blissenbach | 1979 | |
| LA 3048 | Komm heim zum Abendmahl Bekannte Männerquartette singen | Gospel-Quartett; Beröa-Doppelquartett; Königs-Quartett | 198? | |
| LA 3048 | Zum Himmel schaue ich empor • Warum ich sing • O sel'ge Stunden im Gebet • Nur, o Herr, in deiner Näh • Wunderbar' Lebenswort • Nimm, o Herr, meine Hand • Warum hab' ich heute diese Freude? • Wunderbarer Tag • Einst in der Stille • Höre, ich will sagen dir • Mein Jesus, geh' du mit mir • Heiland, kannst du mich gebrauchen? • Komm heim zum Abendmahl • Selig ist's, dem Herrn vertrauen | Gospel-Quartett; Beröa-Doppelquartett; Königs-Quartett | 198? | |
| LA 3049 | Denkt an mich Lieder des Lobpreises und der Gnade | Sela-Studiochor unter der Leitung von Kenton Lee Claire Rainer; Wolfgang Blissenbach; Sela-Studioorchester | 1981 | |
| LA 3049 | Preist den Herrn in seinem Heiligtum • Er hat mich total verändert • Scheinbar sorgt sich niemand • Nur aus Liebe • Bleibend ist deine Treu • Halleluja, Jesus (Medley) • Er ist der Grund dafür • Ich fand Gemeinschaft mit dem Herrn • Nicht auszudenken wär mein Leben • Herr, mein Heiland • Möge man Liebe sehen • Denkt an mich | Sela-Studiochor unter der Leitung von Kenton Lee Claire Rainer; Wolfgang Blissenbach; Sela-Studioorchester | 1981 | |
| LA 3050 | Jahre gehn so schnell vorbei Ein Wiedersehen nach 20 Jahren: Das Herolds-Quartett singt Altes und Neues | Herolds-Quartett | 198? | Comeback-Album des Herold-Quartetts nach 20 Jahren Künstlerpause |
| LA 3050 | Tage gehn so schnell dahin • A Little Talk With Jesus • Über Wolken weit • Glücklich sein • Wer ist dieser Mann? • Ich lobe meinen Gott • Welch ein Land • Du hast lang genug • Preis sei dir, Herr • Vor langer Zeit in Bethlehem • Ja, uns ist ein Kind geboren • Man erzählte mir froh von dem Himmel | Herolds-Quartett | 198? | Comeback-Album des Herold-Quartetts nach 20 Jahren Künstlerpause |
| LA 3051 | Friede mit euch Lieder des Friedens und der Freude | Chor der Christlichen Gemeinschaft Velbert unter der Leitung von Willy Diehl Sela-Studioensemble | 198? | |
| LA 3051 | Du bist auf der Suche • Jauchzet Gott • Gott spricht: Ich will dich segnen • Schönster Herr Jesu • Du bist der Name aller Namen • Friede mit euch • Freue dich und glaube fest • Manchmal frag ich mich • Vieles, was du hörst und siehst • Freiheit ohne den Vater • Es sollen wohl Berge weichen • Stunde um Stunde (Instrumental) | Chor der Christlichen Gemeinschaft Velbert unter der Leitung von Willy Diehl Sela-Studioensemble | 198? | |
| LA 3052 | Ich bin nicht müd ... | Arche-Chor Hamburg unter der Leitung von Hans-Peter Mumssen | 198? | |
| LA 3052 | Ich fand die Antwort • Danke, Herr • Lobe den Herrn • Lass die Ströme • In Gethsemane • Gott ist so gut • Ich bin nicht müd ... • Komm zu Jesus • Welch ein sanfter Geist • Der Herr ist mein Licht | Arche-Chor Hamburg unter der Leitung von Hans-Peter Mumssen | 198? | |
| LA 3053 | Streiter Gottes | Evangeliumsträger unter der Leitung von Herbert Handel | 198? | |
| LA 3053 | Amen! Preiset Gott und singt • Jesus lebt • Groß und mächtig fließt ein Strom • Gott liebt dich tiefer • Der Weg der Barmherzigkeit • Gottes Streiter • Die Himmel rühmen • O welch ein Tag voller himmlischer Freud • Ich sage Ja zu dir • Vater unser • Füll den Kelch, Herr • Jeder Tag, den du mir gibst | Evangeliumsträger unter der Leitung von Herbert Handel | 198? | |
| LA 3054 | Der Heiland ist geboren ... | 1Ralph Wiltheiss (Flöte); 2Beröa-Bibelschulchor; 3Wolfgang Blissenbach; 4Herolds-Quartett; 5 Evangeliumsträger; 6 Heinz Hintze; 7 Chor der Christlichen Gemeinschaft Velbert                                                  | 1984 | |
| LA 3054 | Tochter Zion1 • Tochter Zion, freue dich sehr2 • Freue dich Welt2 • Hosianna3 • Vor langer Zeit in Bethlehem4 • Die heiligste der Nächte5 • Ich gehe durch die weihnachtlichen Straßen6 • Ihr Hirten, erwacht7 • Friede auf Erden6 • Ja, uns ist ein Kind geboren4 • Der Heiland ist geboren5 • Stille Nicht5 | 1Ralph Wiltheiss (Flöte); 2Beröa-Bibelschulchor; 3Wolfgang Blissenbach; 4Herolds-Quartett; 5 Evangeliumsträger; 6 Heinz Hintze; 7 Chor der Christlichen Gemeinschaft Velbert                                                  | 1984 | |
| LA 3055 | Gott liebt die ganze Welt | Reinhold Leimbeck; Richard Gastmann; Irmtraud Gastmann; Sela-Studioorchester | 1985 | Compilation |
| LA 3055 | Möchtest du los sein vom Banne der Sünd • Uns ist Gott nicht problematisch • Gott ist nicht tot • Wenn Jesus, der Sohn Gottes • Will dich die Arbeit ermüden • Gott liebt die ganze Welt • Du gehst vorbei • O schöner Platz • Geh zu Jesus • Du bist würdig • Mein Herz ist fröhlich • So viel hat einer getan • Der Herr kommt bald • Sehnsucht nach Hause | Reinhold Leimbeck; Richard Gastmann; Irmtraud Gastmann; Sela-Studioorchester | 1985 | Compilation |

## Weblink
- Leuchter-Verlag in der Deutschen Nationalbibliothek